# استفانیا اورلاندو
استفانیا اورلاندو (ایتالیایی: Stefania Orlando؛ زادهٔ ۲۳ دسامبر ۱۹۶۶) شوگرل، مدل، خواننده و شخصیت تلویزیونی اهل ایتالیا است. وی از سال ۱۹۹۲ میلادی تاکنون مشغول فعالیت بوده‌است و خود را یک مسیحی کاتولیک می‌داند.
وی کارش را به‌عنوان شوگرل در مسابقهٔ تلویزیونی «بله یا خیر؟» (Sì o No?) در شبکهٔ تلویزیونی مدیاست آغاز کرد.
از فیلم‌ها یا مجموعه‌های تلویزیونی که وی در آن‌ها نقش داشته‌است، می‌توان به فانتوتزی ۲۰۰۰ – شبیه‌سازی اشاره نمود.